# Luigi Picchi (Komponist)

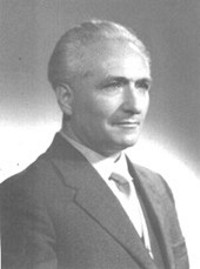
Luigi Picchi

Luigi Picchi (* 27. September 1899 in Sairano; † 12. August 1970 in Como) war ein italienischer Organist, Komponist und Musikpädagoge.

## Leben
Picchi hatte zunächst Unterricht bei seinem Vater, der Organist in der Pfarrkirche von Sairano war, und dann bei Giuseppe Baroni und F. Vittano in Pavia. Ab 1909 studierte er am Konservatorium von Mailand. Er erhielt 1924 das Diplom im Fach Orgel und 1928 im Fach Komposition. Von 1928 bis zu seinem Tod war er Kapellmeister und Organist am Dom zu Como. Er unterrichtete an mehreren Instituten in Como und Lugano und gründete die Scuola Diocesana di Musica Sacra. 
Als Komponist trat Picchi vor allem mit kirchenmusikalischen Werken hervor (darunter 15 Messen, 350 Motetten und ebenso viele Orgelstücke), außerdem verfasste er mehrere Lehrwerke und gab mehrere Zeitschriften heraus, darunter L’organista liturgico, Laus decora und Fiori dell’Organo. Im Archiv des Doms zu Como entdeckte er das umfangreiche kompositorische Werk Francesco Spagnoli Ruscas wieder.

## Werke
- Stellina e l’orso, 1927
- Il divino infante, 1930
- In nome d’Italia, 1928
- L’italico vessillo, 1929
- Le regioni d’Italia, 1930
- Commenti musicali per la Passione di Cristo für Soli, Chor und Orchester, 1926
- Invocazioni del Venerdì Santo, Kantate für Solo, Chor und Orchester
- Tu es Petrus, Kantate für Solo, Chor und Orchester
- Cecilia, Kantate für Solo, Chor und Orchester
- A S. Tommaso d’Aquino, Kantate für Solo, Chor und Orchester
- Le Madonne dei crocicchi, Kantate für Solo, Chor und Orchester
- L’Ave della sera, Kantate für Solo, Chor und Orchester
- Elogio degli uomini illustri, Kantate für Solo, Chor und Orchester
- Inno a Roma, Kantate für Solo, Chor und Orchester
- Messa da Requiem für Chor und Orchester
- Cristo risusciti
- Te Deum; oltre
- Suite für kleines Orchester
- Quartetto
- Sonata für Cello und Klavier